# Voyager 2
La Voyager 2 és una sonda espacial no tripulada de la NASA, llançada el 20 d'agost de 1977 amb l'objectiu d'explorar els planetes del sistema solar exterior, els seus respectius sistemes de satèl·lits i l'espai interestel·lar més enllà de l'heliosfera del Sol. És idèntica a la seva sonda germana, la Voyager 1 i actualment segueix en funcionament. Està comandada pel Jet Propulsion Laboratory i el seu seguiment es fa amb la xarxa global d'antenes Deep Space Network. Les comunicacions són responsabilitat de l'antena de comunicació DSS 43 d'Austràlia, situada a prop de Canberra.

## La missió

### Llançament i trajectòria
La Voyager 2 va ser llançada el 20 d'agost de 1977 des de Cap Canaveral, en un coet llançador Titan IIIE-Centaur. A diferència de la seva companya, llançada 16 dies després, la Voyager 2 va adoptar una trajectòria diferent en la seva trobada amb Saturn, sacrificant la proximitat a Tità, però adoptant un major impuls gravitatori en el seu viatge cap a Urà i Neptú.

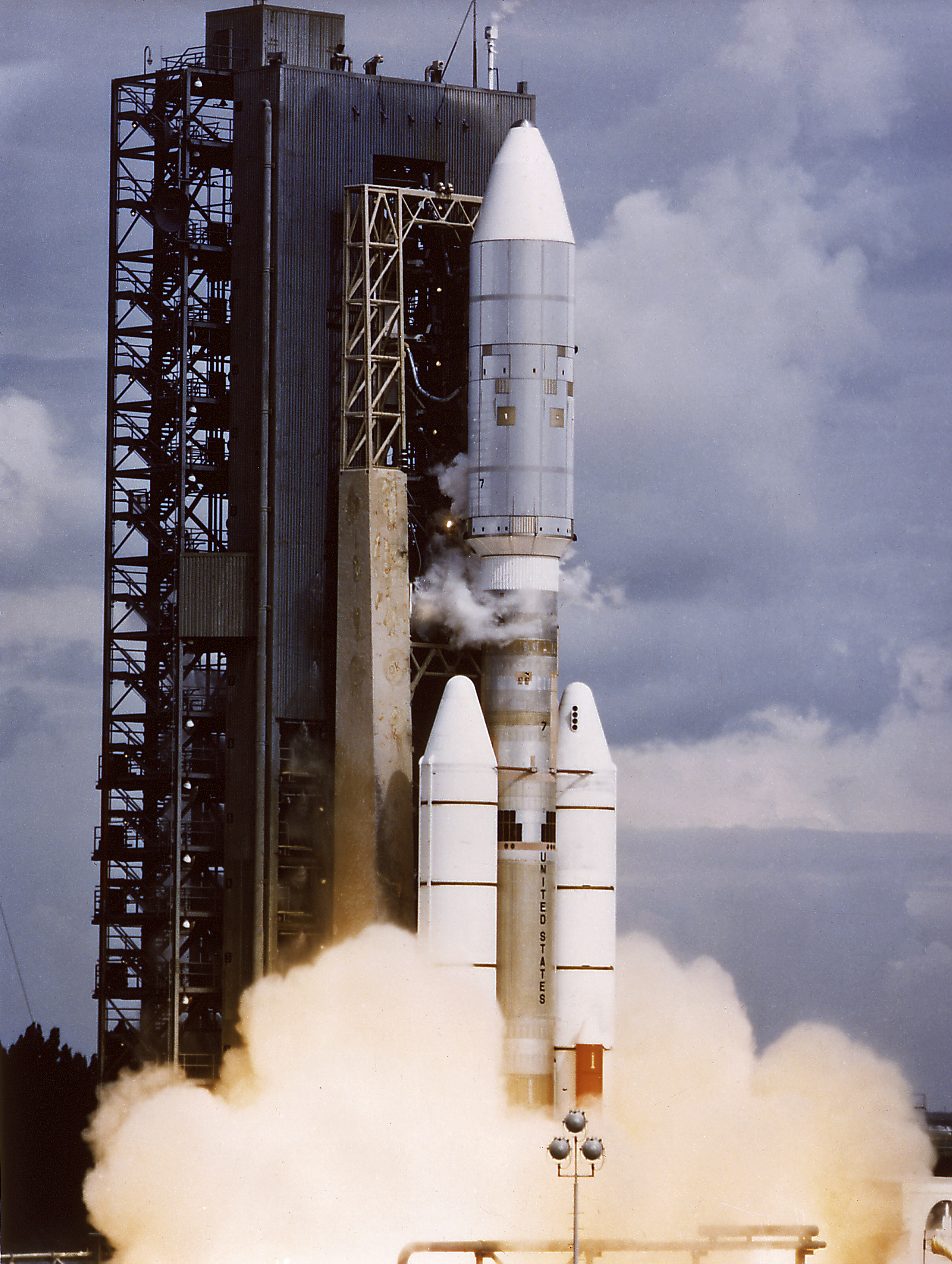
Llançament de la Voyager 2 el 20 d'agost de 1977, amb un vehicle de llançament Titan IIIE-Centaur
Animació de la trajectòria de la Voyager 2 del 20 d'agost de 1977 al 30 de desembre de 2000. En magenta la Voyager 2; el color blau reial representa la Terra; el lima Júpiter, cian per a Saturn, or per a Urà, taronja-vermell per a Neptú i groc per al Sol
Trajectòria de la missió principal de la Voyager 2
Gràfic de la velocitat heliocèntrica de la Voyager 2 en funció de la seva distància al Sol, que il·lustra l'ús de les ajudes de la gravetat per accelerar la nau espacial per Júpiter, Saturn i Urà. Per observar Tritó, la Voyager 2 va passar per sobre del pol nord de Neptú, donant lloc a una acceleració fora del pla de l'eclíptica i, com a resultat, una velocitat reduïda en relació amb el Sol.[4]
- Model 3D interactiu de la Voyager

### Sobrevol de Júpiter
L'aproximació més propera de la Voyager 2 a Júpiter es va produir a les 22:29 UT del 9 de juliol de 1979. Va arribar a 570.000 km dels cims dels núvols del planeta.
La Voyager 2 va retornar imatges de Júpiter, així com les seves llunes Amaltea, Ió, Cal·listo, Ganimedes i Europa. Durant una "vigilància de volcans" de 10 hores, va confirmar les observacions de la Voyager 1 de vulcanisme actiu a la lluna Ió, i va revelar com la superfície de la lluna havia canviat en els quatre mesos des de la visita anterior. Conjuntament, les Voyagers van observar l'erupció de nou volcans a Ió, i hi ha proves que es van produir altres erupcions entre els dos sobrevols de les Voyagers.
La lluna de Júpiter Europa mostrava un gran nombre de característiques lineals que s'entrecreuen a les fotos de baixa resolució de la Voyager 1. Al principi, els científics van creure que les característiques podrien ser esquerdes profundes, causades per esquerdes de l'escorça o processos tectònics. Les fotos més properes d'alta resolució de la Voyager 2, però, eren desconcertants: les característiques no tenien relleu topogràfic, i un científic va dir que «podrien haver estat pintades amb un retolador de feltre». Europa està activa internament a causa de l'escalfament de la marea a un nivell aproximadament una desena part del de Ió. Es creu que Europa té una escorça prima (menys de 30 km de gruix) de gel d'aigua, possiblement flotant en un oceà d'una profunditat de 50 km.
Dos petits satèl·lits nous, Adrastea i Metis, es van trobar orbitant just fora de l'anell. Un tercer satèl·lit nou, Tebe, va ser descoberta entre les òrbites d'Amaltea i Ió.
- La Gran Taca Vermella fotografiada durant el sobrevol de Voyager 2 de Júpiter
- Un trànsit de Ió a través de Júpiter, 9 de juliol de 1979
- Diverses erupcions volcàniques febles a  Ió, fotografiades per la Voyager 2
- Un mosaic de colors d'Europa
- Un mosaic de colors de Ganimedes
- Cal·listo fotografiat des d'una distància d'1 milió de quilòmetres
- Un anell de Júpiter fotografiat durant el sobrevol
- Esdeveniment eruptiu atmosfèric a Júpiter

### Sobrevol de Saturn
L'aproximació més propera a Saturn es va produir a les 03:24:05 UT del 26 d'agost de 1981.
Quan la Voyager 2 va passar per darrere de Saturn, vist des de la Terra, va utilitzar el seu enllaç de ràdio per investigar l'atmosfera superior de Saturn, recopilant dades tant de temperatura com de pressió. A les regions més altes de l'atmosfera, on la pressió es va mesurar a 70 mbar, La Voyager 2 va registrar una temperatura de 82 K (−191.2 °C). Més endins de l'atmosfera, on es va registrar que la pressió era 1200 mbar, la temperatura va augmentar fins a 143 K (−130 °C). La nau espacial també va observar que el pol nord era aproximadament 10 °C més fred a 100 mbar que les latituds mitjanes, una variació potencialment atribuïble als canvis estacionals.
Després del sobrevol de Saturn, la plataforma d'escaneig del Voyager 2 va experimentar una anomalia que va provocar una pèrdua de dades i va suposar reptes per a la missió continuada de la nau espacial. L'anomalia es devia a una combinació de problemes, inclòs un defecte de disseny del coixinet de l'eix de l'actuador i del sistema de lubricació de l'engranatge, corrosió i acumulació de deixalles. Tot i que l'ús excessiu i el lubricant esgotat eren factors, altres elements, com ara reaccions metàl·liques diferents i la manca de ports de relleu , van agreujar el problema. Els enginyers sobre el terreny van poder emetre una sèrie d'ordres, rectificant el problema fins a un grau que va permetre a la plataforma d'escaneig reprendre la seva funció. Posteriorment, Voyager 2 va continuar amb la seva missió d'explorar el sistema d'Urà.
- Vista d'aproximació de Saturn des de la Voyager 2
- Regió polar nord de Saturn imatge amb filtres taronja i UV
- Imatge en color d'Enceladus que mostra un terreny d'edats molt diferents
- Superfície amb cràters de Tetis a 594.000 km
- Atmosfera de Tità imatge de 2,3 milions de km
- Ocultació del Sol de Tità des de 0,9 milions de km
- Jàpet de dos tons, 22 d'agost de 1981
- Característiques de "radis" observats als anells de Saturn

### Sobrevol d'Urà
L'aproximació més propera a Urà es va produir el 24 de gener de 1986, quan la Voyager 2 va arribar a 81.500 km dels núvols del planeta. La Voyager 2 també va descobrir 11 llunes desconegudes anteriorment: Cordèlia, Ofèlia, Bianca, Crèssida, Desdèmona, Julieta, Pòrcia, Rosalina, Belinda, Puck i Perdita. La missió també va estudiar l'atmosfera única del planeta, causada per la seva inclinació axial de 97,8°; i va examinar els Sistema d'anells d'Urà. La durada d'un dia a Urà mesurada per la Voyager 2 és de 17 hores i 14 minuts. Es va demostrar que Urà tenia un camp magnètic que estava desalineat amb el seu eix de rotació, a diferència d'altres planetes que havien estat visitats fins a aquest punt, i una cua magnètica en forma d'hèlix que s'estén a 10 milions de quilòmetres de distància del Sol.
Quan la Voyager 2 va visitar Urà, gran part dels seus núvols estaven ocults per una capa de boira; tanmateix, les imatges de color falsos i de contrast millorat mostren bandes de núvols concèntrics al voltant del seu pol sud. També es va trobar que aquesta àrea irradia grans quantitats de llum ultraviolada, un fenomen que s'anomena "brillant del dia". La temperatura atmosfèrica mitjana és d'aproximadament 60 K (−213.2 °C). Els pols il·luminats i foscos, i la major part del planeta, presenten gairebé les mateixes temperatures a la part superior dels núvols.
Imatges detallades del sobrevol de la Voyager 2 de la lluna uraniana Miranda mostraven enormes canyons fets amb falles geològiques. Una hipòtesi suggereix que Miranda podria consistir en una reagregació de material després d'un esdeveniment anterior quan Miranda estava trencada en trossos per un impacte violent.
La Voyager 2 va descobrir dos anells uranis desconeguts fins llavors. Les mesures van demostrar que els anells d'Urani són clarament diferents dels de Júpiter i Saturn. El sistema d'anells d'Urà podria ser relativament jove i no es va formar al mateix temps que Urà. Les partícules que formen els anells podrien ser les restes d'una lluna que va ser trencada per un impacte d'alta velocitat o per un esquinçat pels efectes de les marees.
El març de 2020, els astrònoms de la NASA van informar de la detecció d'una gran bombolla magnètica atmosfèrica, també coneguda com a plasmoide, alliberada a l'espai exterior des del planeta Urà, després de reavaluar dades antigues registrades durant el sobrevol.
- Urà vist per la Voyager 2
- Imatge d'Urà creixent
- Superfície fracturada de Miranda
- Ariel vist a 130.000 km
- Composició de colors de Titània des de 500.000 km
- Umbriel des de 550.000 km
- Oberó des de 660.000 km
- Els anells d'Urà vist des de la Voyager 2

### Sobrevol de Neptú
Després d'una correcció a mitjan curs el 1987, l'aproximació més propera de la Voyager 2 a Neptú es va produir el 25 d'agost de 1989.
Mitjançant repetides simulacions de proves informatitzades de trajectòries a través del sistema neptunià realitzades per endavant, els controladors de vol van determinar la millor manera d'encaminar la Voyager 2 a través del sistema Neptú-Tritó. Atès que el pla de l'òrbita de Tritó s'inclina significativament respecte al pla de l'eclíptica, mitjançant correccions a mitjan curs, la Voyager 2 es va dirigir cap a un camí d'uns 4950 km per sobre del pol nord de Neptú. Cinc hores després que la Voyager 2 s'apropés a Neptú, va fer un sobrevol proper de Tritó, la més gran de les dues llunes conegudes originalment de Neptú, passant a uns 40.000 km.
La Voyager 2 va descobrir anells de Neptú desconeguts fins llavors, i va confirmar sis nou satèl·lits: Despina, Galatea, Larissa, Proteu, Nàiade i Talassa. Mentre es trobava a les proximitats de Neptú, la Voyager 2 va descobrir la "Gran Taca Fosca", que des de llavors ha desaparegut, segons les observacions del telescopi espacial Hubble. Més tard es va plantejar la hipòtesi que la Gran Taca Fosca fos una regió de gas clar, formant una finestra a la coberta de núvols de metà a gran altitud del planeta.
Amb la decisió de la Unió Astronòmica Internacional de reclassificar Plutó com a planeta nan el 2006, el sobrevol de Neptú per la Voyager 2 El 1989 es va convertir retroactivament en el punt en què tots els planetes coneguts del Sistema Solar havien estat visitats almenys una vegada per una sonda espacial.
- Imatge de Neptú de la Voyager 2
- Neptú i Tritó tres dies després del sobrevol de la Voyager 2
- Despina vista des de la Voyager 2
- Superfície de cràters de Larissa
- Superfície fosca de Proteu
- Mosaic de colors de la Voyager 2 de Tritó
- Imatge de núvols cirrus sobre Neptú gasós
- Anells de Neptú presos en ocultació des de 280.000 km

### Missió interestel·lar
Un cop acabada la seva missió planetària, la Voyager 2 va passar a treballar en una missió interestel·lar, que la NASA està utilitzant per esbrinar com és el Sistema Solar més enllà de l'heliosfera. Des de setembre de 2023 la Voyager 2 transmet dades científiques a uns 160 bits per segon. La informació sobre els intercanvis de telemetria continuats amb "Voyager 2" està disponible a Voyager Weekly Reports.
El 30 d'agost de 2007, la Voyager 2 va passar el xoc de terminació i després va entrar a l'Heliofunda, aproximadament 1.600 milions de km més a prop del Sol que la Voyager 1. Això es deu al camp magnètic interestel·lar de l'espai profund. L'hemisferi sud de l'heliosfera del Sistema Solar està empès cap a dins.
Malgrat que, 46 anys després del seu llançament, bona part del seu equipament es troba fora de servei, encara continua inspeccionant els límits del sistema solar i proporcionant dades de l'espai interestel·lar. En teoria pot arribar a transmetre senyals fins al 2025, amb dades sobre l'heliosfera. A la velocitat de 53.280 km/h trigarà uns 193.000 anys a arribar a l'estrella Ross 248 de la qual passarà a una distància d'1,7 anys llum. Si no es molesta durant 296.000 anys, la Voyager 2 hauria de passar per l'estrella Sirius a una distància de 4,3 anys llum.
El Jet Propulsion Laboratory de la NASA va perdre el contacte amb la Voyager 2 el 21 de juliol del 2023 quan l'equip de la missió va enviar accidentalment una ordre que va girar l'antena de la nau espacial dos graus respecte de la Terra. L'u d'agost al matí, els responsables de la Deep Space Network (Xarxa de l'espai profund), un sistema mundial d'antenes de ràdio repartides per tota la Terra que la NASA utilitza per comunicar-se amb diverses sondes espacials, van detectar un senyal portador de la Voyager 2, conegut com a batec del cor. Era massa feble per extreure'n cap dada, però suficient per confirmar que la missió encara funcionava.
L'equip de la missió va traçar llavors un pla per enviar l'endemà un comandament que reorientés l'antena de la Voyager 2 cap a la Terra, utilitzant una antena del sistema a Canberra, Austràlia. Malgrat tot, segons una portaveu del Jet Propulsion Laboratory les possibilitats d'èxit eren escasses. Donada la seva gran distància a la Terra (més de 20.200 milions de kilòmetres l'estiu del 2023) es va trigar 37 hores a saber si l'intent va tenir èxit: 18,5 hores perquè el senyal arribés a la Voyager 2 i 18,5 hores més perquè les dades tornéssin. Divendres 4 d'agost a les 12:29 del matí, hora de l'Est dels EUA, la Voyager 2 va tornar a transmetre dades científiques. successfully commanded the spacecraft to reorient towards Earth, resuming communications. Els responsables també van confirmar que la sonda es manté en la seva trajectòria original.
De tota manera, la Voyager 2 està programada per a què cada 6 mesos la seva antena es reorienti cap a la Terra automàticament per tal d'assegurar en tot moment una correcta alineació, i si no s'hagués pogut restablir el contacte, l'equip de la missió ho hagués pogut fer el 15 d'octubre del 2023, el proper moment quan la Voyager 2 està programada per fer un restabliment automàtic de la direcció de l'antena.

## Disc d'or de les Voyager

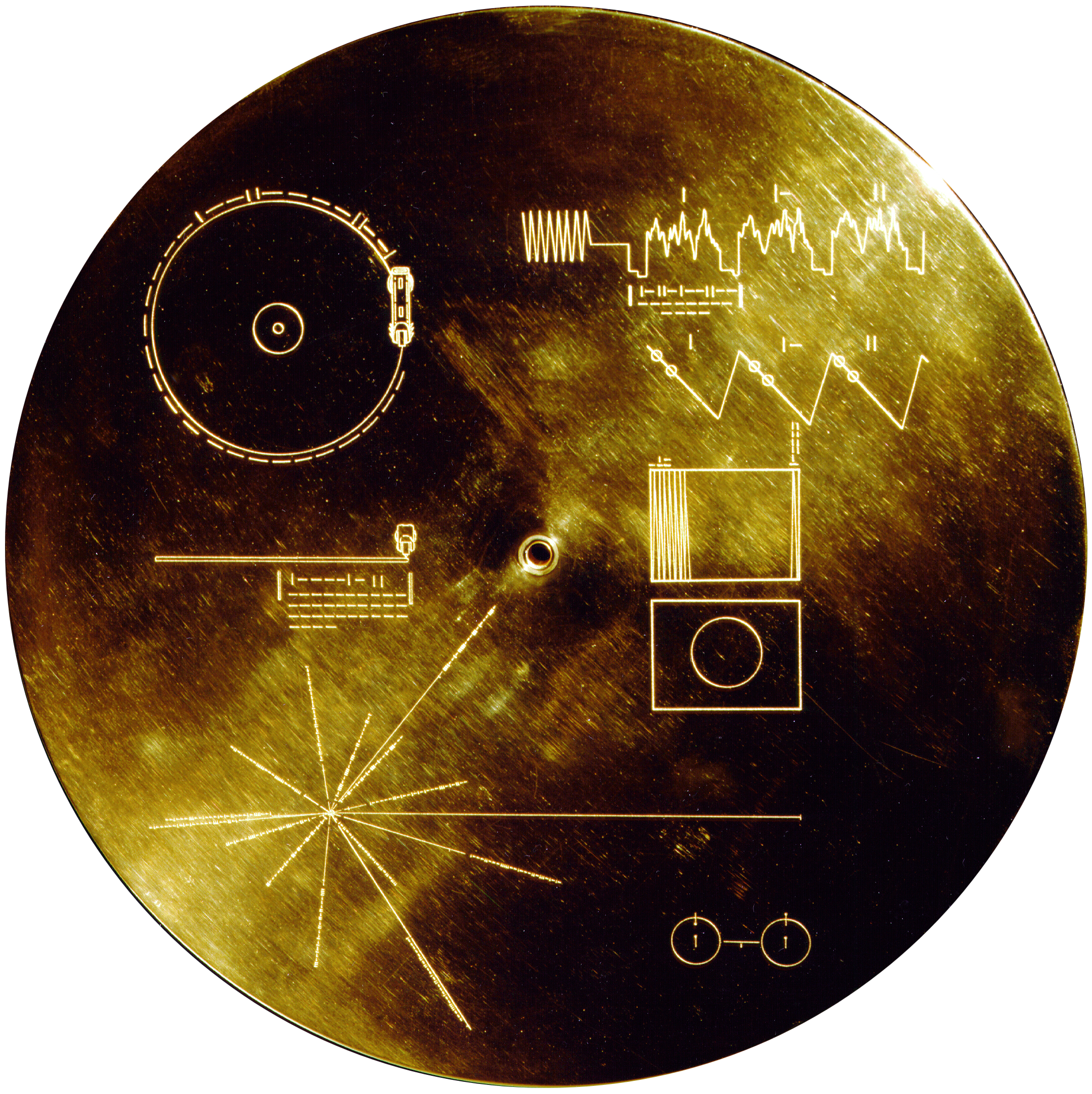
Disc d'or de les Voyager

Les dues sondes espacials Voyager porten un disc de gramòfon daurat, una recopilació destinada a mostrar la diversitat de vida i cultura a la Terra en el cas que qualsevol de les naus espacials sigui trobada per extraterrestres. La gravació, realitzada sota la direcció d'un equip que inclou Carl Sagan i Timothy Ferris, inclou fotos de la Terra i les seves formes de vida, una sèrie d'informació científica, salutacions parlades de persones com el Secretari General de les Nacions Unides i el president dels Estats Units i un popurrí, de «Sons de la Terra», que inclou els sons de les balenes, un nadó que plora, les onades trencant-se a la costa i una col·lecció de música que abasta diferents cultures i èpoques, incloses obres de Wolfgang Amadeus Mozart, Blind Willie Johnson, Chuck Berry i Valya Balkanska. S'hi inclouen altres clàssics orientals i occidentals, així com actuacions de música autòctona d'arreu del món. El registre també conté salutacions en 55 idiomes diferents. El projecte pretenia retratar la riquesa de la vida a la Terra i ser un testimoni de la creativitat humana i el desig de connectar amb el cosmos.